# Pinchas Menachem Joskowicz
Pinchas Menachem Joskowicz (1924 in Zduńska Wola – 26. November 2010 in Jerusalem) war ein israelisch-polnischer Rabbiner und von 1988 bis 1999 Oberrabbiner von Polen und Warschau.

## Leben
Joskowiczs Eltern waren chassidische Juden. Im Zweiten Weltkrieg wurde er im Ghetto Lodz interniert und von dort ins KZ Auschwitz-Birkenau deportiert. Er kam ins Konzentrationslager KZ Bergen-Belsen, wo er 1945 befreit wurde. Er emigrierte nach Palästina, wo er am Israelischen Unabhängigkeitskrieg teilnahm und seine Studien als Rabbiner abschloss. 17 Jahre lang war er Militärrabbiner in den israelischen Streitkräften. Danach gründete er in Tel Aviv eine Familie und baute ein pharmazeutisches Unternehmen auf.
Aufgrund einer Vereinbarung zwischen den Regierungen von Israel und Polen wurde er 1988 zum polnischen Oberrabbiner ernannt. Zunächst war er der einzige Rabbiner in Polen. Anfang der 1990er Jahre wurde er von polnischen Skinheads angegriffen und trug eine Kopfverletzung davon.
Nachdem Joskowicz 1999 seinem Rücktritt als Oberrabbiner zugestimmt hatte, sorgte er noch im Amt für einen Eklat, als er bei einem Treffen von Papst Johannes Paul II. mit Repräsentanten anderer Religionsgemeinschaften öffentlich die Entfernung eines sieben Meter hohen Holzkreuzes verlangte, welches der Orden der Karmelitinnen im Konzentrationslager Auschwitz 1988 errichtet hatte. Joskowicz' Vorgehen wurde von Vertretern des United States Holocaust Memorial Museum, des Verbandes jüdischer Gemeinden in Polen und des Vorsitzenden der Anti-Defamation League Abraham Foxman als undiplomatisch kritisiert. Bei Foxman stieß er jedoch auch auf Verständnis, ebenso beim Direktor des World Jewish Congress Elan Steinberg.
Joskowicz kehrte 1999 nach Israel zurück.